# Vue du jardin de la villa Médicis à Rome (entrée de la grotte)
La Vue sur le jardin de la villa Médicis à Rome, surnommée « L'Entrée de la grotte », est une petite toile de Diego Vélasquez exposée au musée du Prado à Madrid. Elle a été réalisée en Italie entre 1629 et 1631.

## Histoire
La date de sa réalisation est l'objet d'une polémique. Les premiers biographes de Vélasquez, en voyant cette étude inachevée, situèrent la date de sa réalisation lors du premier voyage du peintre en Italie, entre 1629 et 1631. En 1913 cependant, la majeure partie des spécialistes suivirent l'opinion de Von Loga, et retardèrent l'exécution de la toile durant le second voyage du peintre, entre 1649 et 1651. Ils se fondaient sur les avancées techniques employées sur cette toile et son pendant, Vue du jardin de la villa Médicis à Rome (pavillon d’Ariane). Enriqueta Harris avertit que ces dernières hypothèses, admises par Jonathan Brown, devaient prendre en compte qu'en 1648-1649, la loggia était cachée par des travaux. De plus, elle indique que lorsque Velázquez aborda ces toiles, il devait connaître les paysages de Claude Lorrain et ses dessins d'après nature, qui sont datés entre 1640 et 1645.
Face à cette interprétation, López-Rey est presque le seul à maintenir sa datation vers 1630, alléguant des raisons biographiques. Des sources concordantes indiquent que Velazquez logea lors de son premier voyage à la Villa Médicis ; d'autres sources signalent les ressemblances entre ces toiles et des paysages tels que ceux de La Tunique de Joseph dont la date de réalisation à cette époque est certaine. En fin de compte, les études techniques réalisées par le musée du Prado, confirment une date d'exécution vers 1630.
La toile pourrait faire partie de quatre petits paysages achetés à Velázquez pour Philippe IV d'Espagne par Jerónimo de Villanueva. En 1666, elle fut inventoriée à l'Alcázar de Madrid, avec son pendant, « le Pavillon d'Ariane », de format plus petit, qui a toujours été plus appréciée. Après l'incendie de l'Alcazar en 1734, la toile intégra le palais du Buen Retiro, où elle fut inventoriée comme œuvre de Juan Bautista Martínez del Mazo, artiste mineur, en 1789 et 1794. En 1819, elle intégra le musée du Prado.

## Le thème et la technique
L'œuvre représente un jardin de la Villa Médicis à Rome, avec la vue d'un porche architectural avec  des personnages qui paraissent observer quelque chose, peut-être les travaux de réparation du lieu que l'on peut voir sous la voûte.
Mais la partie la plus importante de cette toile est probablement la technique qu'utilisa Velasquez. La peinture de paysages était considérée comme un genre mineur dans la « hiérarchie des genres» qui faisait de la peinture historique le plus important des genres. À l'arrivée de Velazquez à Rome, certains artistes français et italiens peignaient  des paysages classiques (par exemple Claude Lorrain ou Nicolas Poussin). Les toiles représentaient généralement des personnages qui justifiaient l'ample développement du paysage. Cependant, Velazquez s'était intéressé au paysage très tôt. Déjà dans ses premiers portraits équestres du roi, exposés en 1625 rue Mayor à Madrid, les paysages étaient, selon son beau-père Francisco Pacheco, faits d'après nature. Cassiano dal Pozzo, secrétaire du cardinal Barberini, qui logea Velazquez à Rome, put voir cette toile un an après à l'Alcazar de Madrid. Il déclara de cette toile : « un bel paese ».
La nouveauté était que Velazquez installa son chevalet dehors pour peindre directement à l'huile un paysage ; ce que seuls des artistes hollandais établis à Rome avaient fait à cette époque, pour des croquis rapides, toujours au crayon, à la plume ou à l'aquarelle, comme plus tard Claude Lorrain le fit dans ses célèbres études d'après nature.
C'est ce caractère d'étude ou croquis d'après nature, par la légèreté des coups de pinceaux avec lesquels il ébauche à peine les formes, et le fait d'avoir peint « en plein air » firent que ces cadres furent mis en relation avec les impressionnistes.
L'originalité de Vélazquez est dans :
- le choix du paysage comme thème constitue en soi une originalité, et encore plus si, comme le pense  López-Rey, il s'agit d'œuvres achevées, et non d'études ;
- l'intérêt pour la lumière et leurs interactions ;
- la technique picturale, qui abandonne le détail qu'il pratiquait auparavant pour peindre « avec des taches », avec petits coups de pinceau.